# Руйнування Дому Да Хока

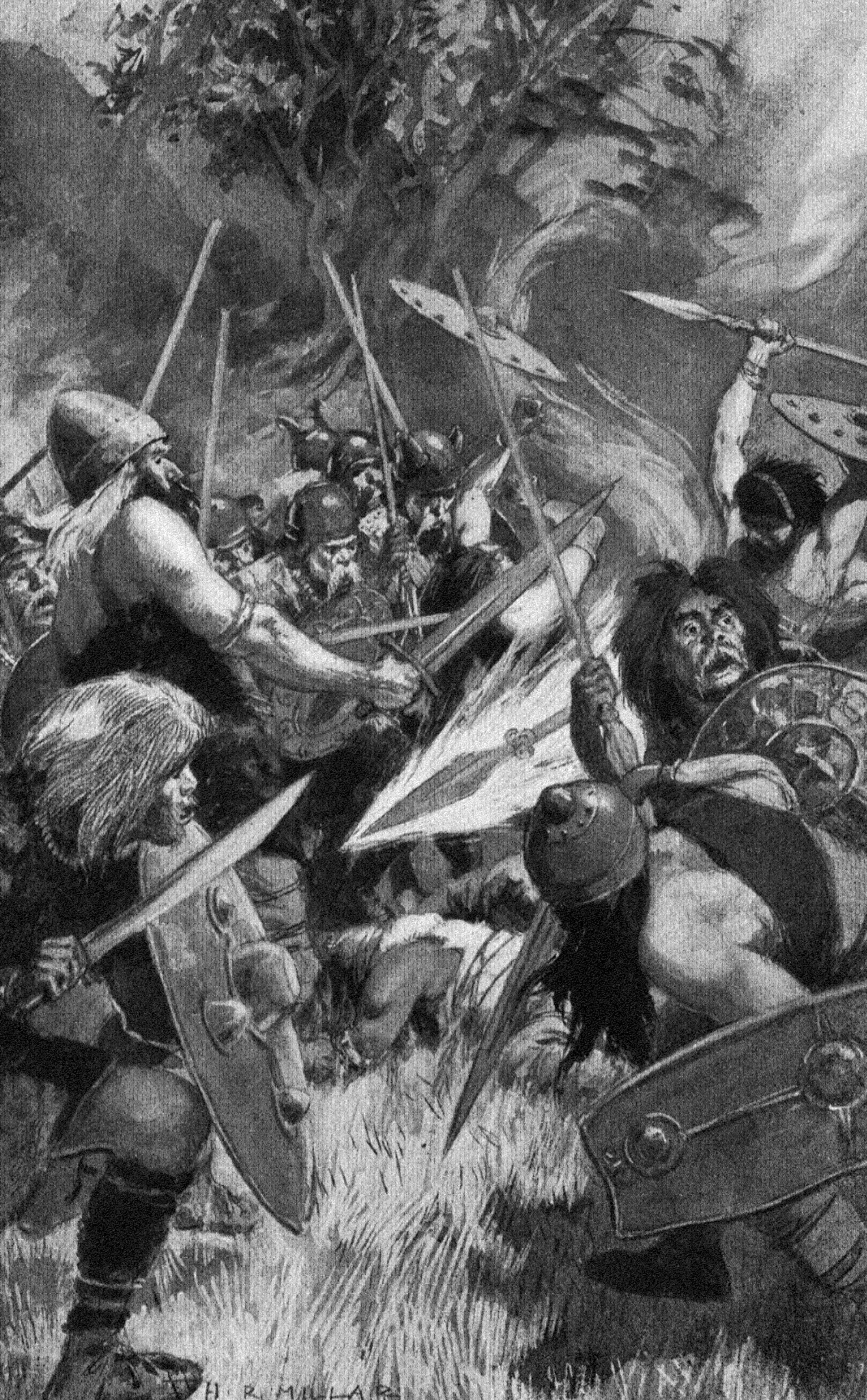
Х. Р. Міллар. Ілюстрація до уладського циклу скел. 1905.

Руйнування Дому Да Хока - (ірл. - Togail Bruidne Da Choca) - давня ірландська скела (сага). Збереглась у двох рукописах з Триніті коледжу в Дубліні (копії відповідно XVI та XVII століть). Скела без сумніву була складена у стародавні часи і була частиною репертуару філідів та бардів давньої і середньовічної Ірландії. У скелі розповідається про боротьбу за трон королівства Улад після смерті короля Конхобара (кінець І століття до н. е.). У скелі розповідається також про рунування Дому Да Хока - одного з шести сакральних домів давньої Ірландії. Судячи по всьому, ці доми були свого роду храмами, були притулком для тих, кого переслідували - їм давали захист, дах над головою і їжу. Крім того притулок в таких домах могли знайти подорожні - господарі цих домів зобов'язані були турбуватися і годувати мандрівників. У скелі говориться, що це були "королівські доми", тобто, очевидно, верховний король Ірландії надавав допомогу їх господарям у цій справі. Як сказано у скелі: "... В той час був він одним з шести королівських домів Ірландії - Дім Да Хока на Сліаб Малонн. На перехресті чотирьох доріг стояв кожен з цих домів. Лише один раз дозволялося там брати їжу з казана, але будь-кому діставалося те, що йому більше смакувало. Кожен Дім був притулком для людей з закривавленою рукою." Очевидно, там знаходили притулок ті, хто ховався від звичаїв кровної помсти.
У скелі розповідається як після смерті короля Уладу Конхобара почались суперечки, кому передати королівську владу. Одні улади хотіли бачити на троні Фергуса мак Ройга, інші Кормака Конд Лонгаса, інші Кускайра Менд Маха. Йшло до громадянської війни в королівстві Улад. Але зрештою, погодились Улади запросити на трон сина Конхобара Кормака Конд Лонгаса, що жив тоді вигнанцем в королівстві Коннахт, з яким королівство Улад в ті часи постійно ворогувало і воювало. Відправили послів до Кормака. Він вирушив зі своїми людьми, яких нараховувалось "триста чоловік, не рахуючи дітей, жінок та собак" до королівства Улад. Кормак мав наступні гейси (систему індивідуальних табу, порушення яких, згідно з уявленнями давніх ірландців, призводило до смерті), які наклав на нього при народженні друїд Катбат:
1. Не слухати прорізану арфу Круйтіне.
2. Не переслідувати птахів з Маг Да Кео.
3. Не пускати своїх коней через ярмо зроблене з ясену.
4. Не плавати з птахами на озері Лох Ло.
5. Не зустрічати жінку на Сенат Мор.
6. Не переходити посуху річку Сінанд.
7. Не заходити в дім Да Хока.
Під час подорожі Кормака в Улад деякі воїни королівства Коннахт скористались моментом і почали грабувати прикордонні землі, сподіваючись на безкарність. Воїни Уладу вирушили на захист своїх земель. Кормак, як майбутній король Уладу мусив стати на сторону уладів. Нападники з Коннахту були оточені і вбиті. Це спровокувало війну - правителі королівства Коннахт королева Медб і король Айліль не задоволені були перспективою коронування в Уладі Кормака. Під час подорожі в Улад Кормак в силу обставин порушує всі 7 гейса. До нього являються жінки з потойбічного світу, які пророкують йому загибель. Він зупиняється в Домі Да Хока, вороги оточують його. Після кривавої битви Дім Да Хока зруйновано, майже всі воїни як воїни Кормака та улади, так і воїни королівства Коннахт гинуть. Гине в битві і Кормак. 